# Warenhausbuchhandel
Der Warenhausbuchhandel ist eine besondere Distributionsform des Buchhandels.
Im Warenhausbuchhandel werden reguläre, preisgebundene Bücher (vor allem Bestseller und Taschenbücher), aber auch Waren des Modernen Antiquariats, also Restauflagen, Mängelexemplare oder Sonderausgaben verkauft.
Mit der Eröffnung der ersten großen Warenhäuser im späten 19. Jahrhundert (z. B. Wertheim) entsteht auch der Warenhausbuchhandel.
Im Warenhaus konnten Bücher besonders billig angeboten werden, da die durch hohe Stückzahl im Einkauf erzielte große Rabattierung teilweise an den Kunden weitergegeben wurde.
Dies führte zum Konflikt mit dem etablierten Sortimentsbuchhandel.
Durch die Buchpreisbindung ist dies heute nicht mehr möglich. Wichtigstes Produkt des W. ist heute das Taschenbuch, begründet durch den niedrigen Preis, ein breites Spektrum an literarischen Angeboten, die besondere Eignung zur Selbstbedienung und den Aufdruck des Preises.
Der Warenhausumsatz der Taschenbuchverlage liegt bei durchschnittlich fünf bis sieben Prozent vom Gesamtumsatz durch Taschenbücher, bei manchen Verlagen werden auch bis zu 30 Prozent erreicht.
Wichtige Charakteristika des Warenhausbuchhandels sind ein zentraler Einkauf des Grundsortiments, die Auswahl und Ergänzung der Bestandstitel nach Verkaufserfolg, überwiegend Selbstbedienung, kaum Beratung und nur ein geringer Anteil an Kundenbestellungen durch Barsortimente.
Lager- und Regalpflege wurde in der Vergangenheit hauptsächlich von den Vertretern der Buchverlage betrieben. Heute findet die Organisation des Lagers durch EDV-gestützte Warenwirtschaftssysteme statt.
Trend: Während der Warenhausbuchhandel 2003 noch 411 Millionen Euro umsetzte, waren es 2007 nur 350 Millionen Euro.